# Бутавал
Бутавал (непальск. बुटवल) — город и муниципалитет на юге центральной части Непала, в районе Рупандехи зоны Лумбини Западного региона страны.
Расположен на северной оконечности физико-географического региона Тераи, примерно в 261 км к западу от Катманду и в 22 км к северу от города Сиддхартханагар, на высоте 149 м над уровнем моря. Город находится на обоих берегах реки Тинау-Нади и соединён автомобильными дорогами с Катманду и с индийской границей в Синаули. В качестве городского транспорта распространены велорикши, моторикши и автомобили такси. Имеется регулярное автобусное сообщение с Катманду, Покхарой, Бхимдаттой и другими городами. Экономика города основана на промышленности и торговле.
Население города по данным переписи 2011 года составляет 118 462 человека, из них 58 808 мужчин и 59 654 женщины. Этнический состав — достаточно пёстрый, здесь проживают, как пахари, так и народы региона Тераи. Из языков наиболее распространён непали, кроме того, местные этнические группы (гурунги, магары, тхару) имеют свои языки. Язык магар преобладает в горных районах к северу от Бутавала. Молодое поколение обычно владеет английским.